# 梁材 (天順進士)
梁材（1417年—？），字大用，山東兗州府滕縣人，明朝政治人物。進士出身。

## 生平
山東鄉試第七十三名。天順元年（1457年）丁丑科會試第二百四十名，殿試登進士第三甲第六十七名。

## 家族
曾祖梁道昭。祖父梁子恭。父亲梁讓。